# Polinices bifasciatus
Polinices bifasciatus is een slakkensoort uit de familie van de Naticidae. De wetenschappelijke naam van de soort is voor het eerst geldig gepubliceerd in 1833 door Gray in Griffith & Pidgeon.